# Mandholi Kalān
Mandholi Kalān är en ort i Indien.   Den ligger i distriktet Bhiwani och delstaten Haryana, i den norra delen av landet, 150 km väster om huvudstaden New Delhi. Mandholi Kalān ligger 229 meter över havet och antalet invånare är 4 500.
Terrängen runt Mandholi Kalān är mycket platt, och sluttar norrut. Runt Mandholi Kalān är det ganska tätbefolkat, med 214 invånare per kvadratkilometer. Mandholi Kalān är det största samhället i trakten. Trakten runt Mandholi Kalān består till största delen av jordbruksmark.